# Westernové sedlo

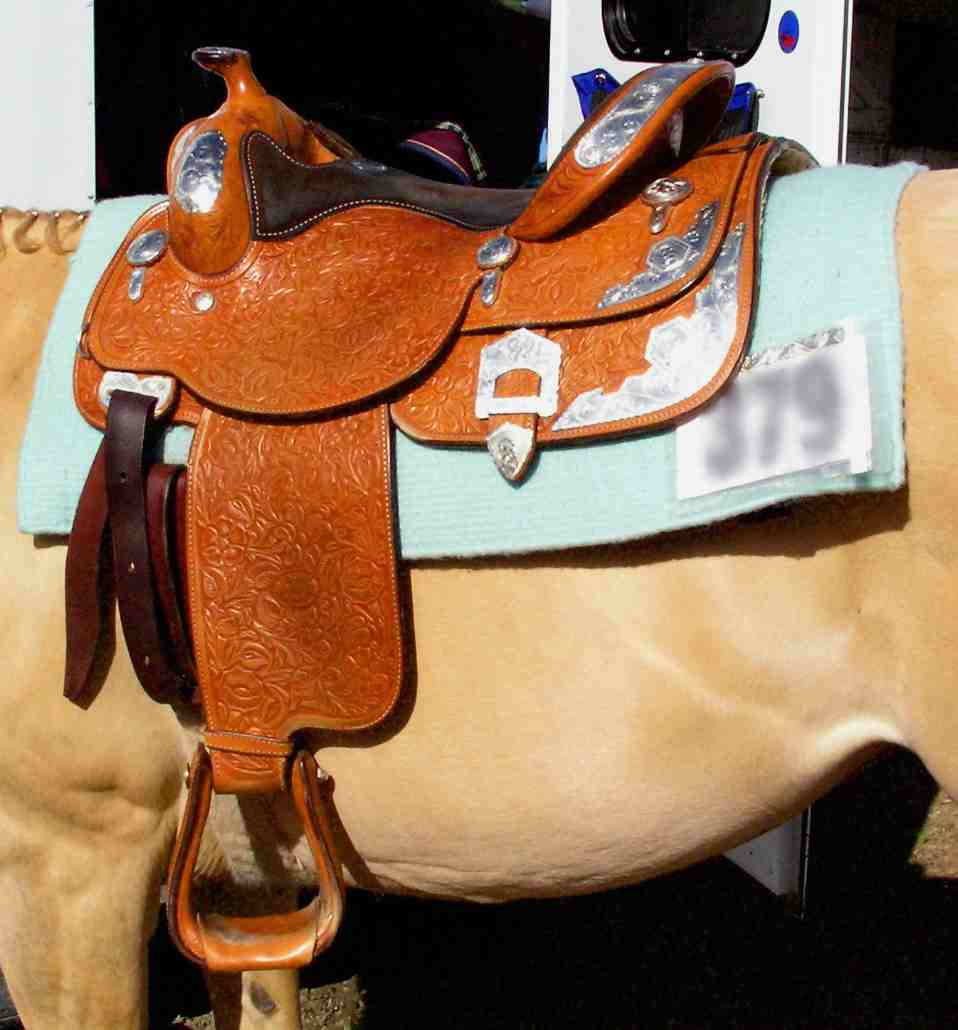
westernové sedlo zdobené stříbrným kováním, vhodné například na western pleasure a pro show

Westernová sedla je souhrnné označení pro kovbojská sedla určená k celodenní práci na hřbetě koně. Dále se rozlišují podle specializace, v současnosti spíše podle soutěžní disciplíny. Všechna jsou konstruována především pro pohodlí jezdce i koně a pohyb v náročném terénu.

## Historie
Konstrukce sedla pochází od mexických honáků. kteří potřebovali přepravovat dobytek přes obrovské vzdálenosti. Při vývoji se inspirovali dvěma hlavními styly ježdění ve Španělsku: La jineta a la estradiota, (maurský styl, který ponechává koni velkou volnost), později i rytířským stylem, který umožňuje velkou bezpečnost jezdce a dobrou kontrolu koně.

## Základní popis

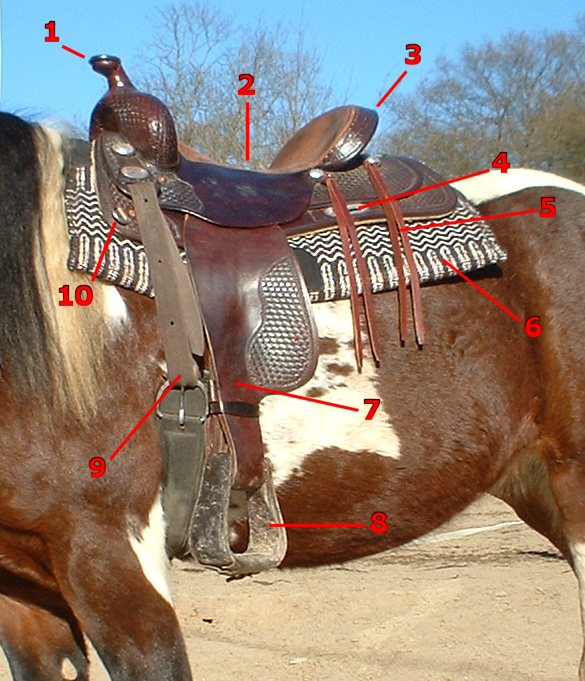
1 - přední rozsocha s hruškou, 2 - posedlí, 3 - zadní rozsocha, 4 - velká bočnice, 5 - ozdobné kožené pásky, 6 - westernová podsedlová deka, 7 - malá bočnice (fendr), 8 - třmen, 9 - sedlový řemen, 10 - swell

Oproti klasickému sedlu jsou tato sedla větší a čím kvalitnější, tím i těžší (mohou vážit okolo 15 - 25 kg), hřbet koně tím však netrpí, protože jsou konstruována tak, aby rovnoměrně rozkládala váhu jezdce. základní součástí je kostra vyrobená ze dřeva, nebo výjimečně z kovu. Tou už je určen tvar posedlí a přední i zadní rozsochy. Celé sedlo je na viditelných částech pošito kůží, nebo syntetickou napodobeninou. Posedlí může být pro pohodlí jezdce potaženo pryží. Spodní strana kostry i bočnic je pokryta ovčí kůží, nebo syntetickou vlnou. Nezbytnou součástí je "hruška", která je umístěná na přední rozsoše (neboli také vidlici). Původně sloužila k uvázání kovbojského lasa a musela udržet i sílu vzpírajícího se dobytčete, dnes však na většině sedel plní pouze estetickou funkci. Třmeny jsou obvykle zhotoveny ze dřeva, kovu, nebo plastu u méně kvalitních sedel. Ty opět mohou být pošity kůží. Kvalitní ručně vyrobené sedlo může být zdobené složitými vzory vtlačenými do kůže nebo stříbrným kováním a stát se tak skutečným uměleckým dílem.

## Porovnání s klasickým sedlem
- Westernová sedla bývají opravdu krásně zdobená a mohou tak jako jediná odrážet jedinečný vkus svého majitele. Jezdec si může vybrat z celé řady prvků určených pouze pro okrasu. Kvalitní westernové sedlo má vydržet po celý život majitele, nebo ho dokonce přežít.
- Kostra westernového sedla pokrývá mnohem větší plochu a lépe tak rozkládá váhu jezdce, díky čemuž nemusí být tak vypolstrovaná, v místech kde působí tlakem na koně, jako v případě malého anglického sedla.
- Na rozdíl od sedel, používaných pro anglický jezdecký styl nemají mezi kostrou a kůží, nebo pryží v posedlí žádnou další výplň.
- Rozdíl je na první pohled i v masivnosti třmenů, které v kombinaci s vysokým podpatkem westernových jezdeckých bot minimalizují riziko zaseknutí nohy jezdce při pádu.
- Rovněž posedlí a bočnice sedla jsou mnohem výraznější.
- Sedlo se liší i samotným upevněním na koně. Položené na hřbetě koně, musí být jeho přední rozsocha nad kohoutkem koně (mezi ním a sedlem však musí být mezera na vložení dlaně, jinak je nutné sedlo podložit, aby nedošlo k odření koně). Volně visící sedlový řemen musí být těsně za předníma nohama koně. Tento široký kožený řemen se dále utahuje přes měkký řemen pod břichem koně a provléká kovovými kroužky upevněnými v sedle. Poté se řemen upevňuje na přezku nebo plochý uzel zvaný "kravata".
- Westernové sedlo působí svou masivní konstrukcí a širokým posedlím velmi pohodlně. Zejména začátečníci si v něm mohou připadat jako v křesle a "hruška" na přední rozsoše může působit jako "držadlo",avšak pružný, nezávislý sed a ruka jezdce jsou stejně zde důležité jako v anglickém sedle.

## Typy

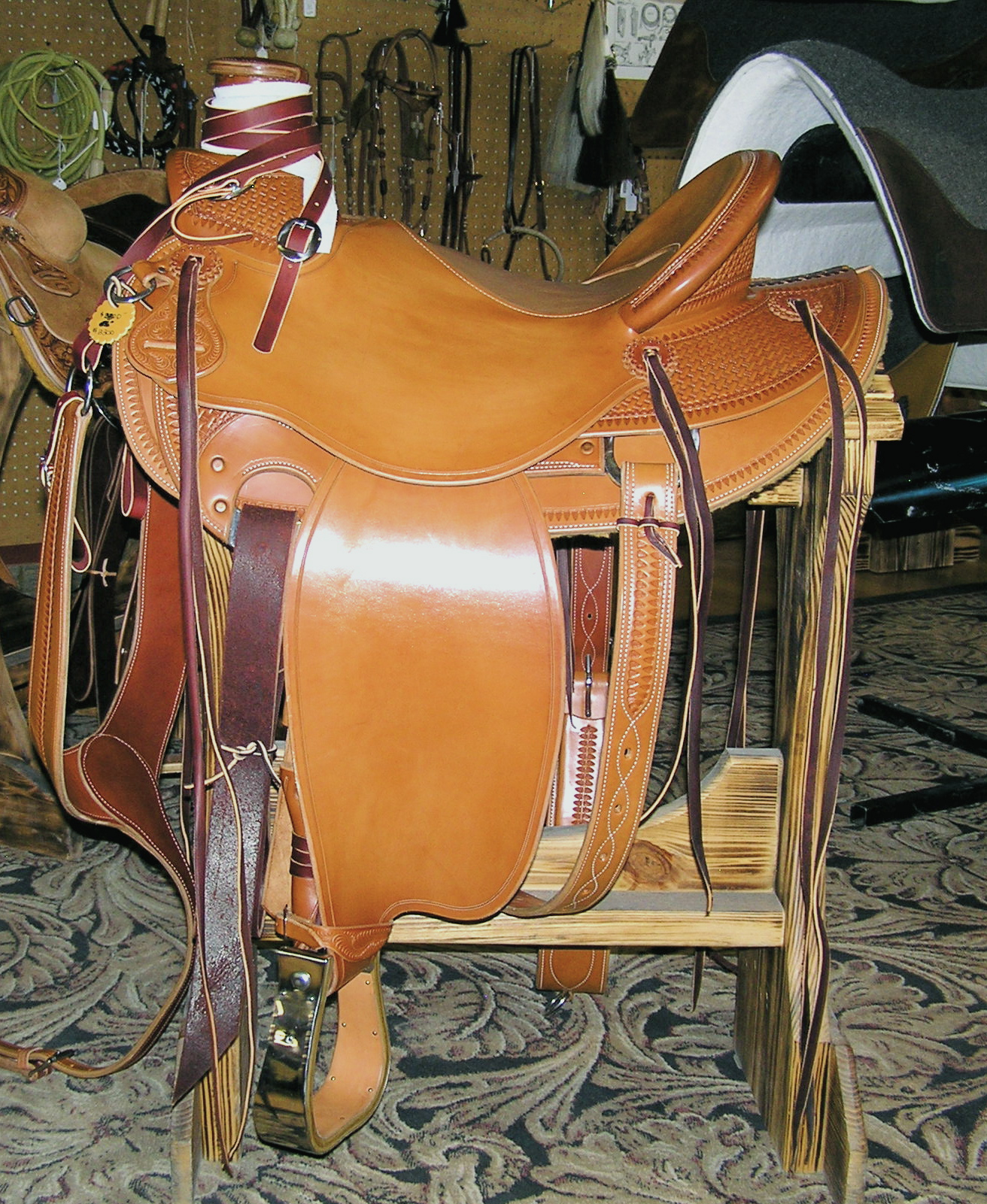
westernové sedlo pro cutting

Existuje mnoho druhů západních sedel, některá jsou univerzální, jiná nabízejí větší komfort a volnost pohybu koně, větší bezpečnost, nebo specializaci na určitou disciplínu jako cutting, barrel racing, týmové lasování, western pleasure, nebo trail. Tomu se přirozeně přizpůsobuje hloubka posedlí, umístění třmenů a masivnost přední rozsochy s hruškou.
Nejčastějšími typy jsou:
- All around - univerzální sedlo pro rekreační jízdu, práci v terénu i na jízdárně a jakékoliv soutěže ve westernových disciplínách
- Ropingové (lasovací) sedlo - robustní pracovní sedlo, vhodné i pro každodenní dlouhotrvající práci s koněm, hruška tohoto sedla musí být natolik masivní a pevná, aby se k ní dalo bezpečně přivázat laso s odchyceným dobytčetem
- Rodeové sedlo - hluboké sedlo bez hrušky s vysokou přední rozsochou.
- Cuttingové sedlo - těžké pracovní sedlo, má hluboké posedlí, které umožňuje jezdci bezpečně usedět prudké obraty a ostré zatáčky, zároveň však musí jezdci poskytovat velkou možnost pohybu, třmeny jsou dlouhé a posazené více vepředu, charakteristická je pro tento typ sedla kolmo posazená hruška, za kterou se jezdec může přidržet v prudkých obratech
- Reiningové sedlo - má hluboké posedlí pro bezpečnost jezdce a více pohyblivé malé bočnice pro volnější působení nohou jezdce, je ze všech typů sedel nejvíce kontaktní, proto se využívá při tréninku koní a soutěží v disciplíně zvané reining, která je obdobou klasické drezury
- Barrel racingové sedlo - je lehčí, s širokou vidlicí a vysokou zadní rozsochou, posedlí tohoto typu sedla je krátké s těžištěm uprostřed a umožňuje jezdci jistý a vyvážený sed, a ten tak může provádět rychlé sprinty a ostré zatáčky, tento typ je také velice oblíben rekreačními jezdci
- Vytrvalostní sedlo - je nejlehčí ze všech uvedených typů, je často bez hrušky a rozkládá hmotnost jezdce po co nejširší ploše, třmeny jsou často mírně vepředu, aby jezdec odlehčil hřbetu koně, sedlo je určeno i pro rychlejší dlouhodobou jízdu
- Trailové sedlo - je navrženo pro maximální komfort koně a jezdce, poskytuje hluboké měkké posedlí pro dlouhé vyjížďky do terénu v pomalém tempu, patří mezi lehčí typy, u některých sedel schází hruška, která je pro tento typ sedla postradatelnou součástí
- Sedlo na show - může být vyrobeno pro cutting, barrel racing, nebo jinou disciplínu, ale vyznačuje se neobyčejně krásným provedením, obvykle se dobře uplatňuje na nejrůznějších jezdeckých show nebo v disciplíně western pleasure, kde je vzhled dvojice velmi důležitý

## Doplňky

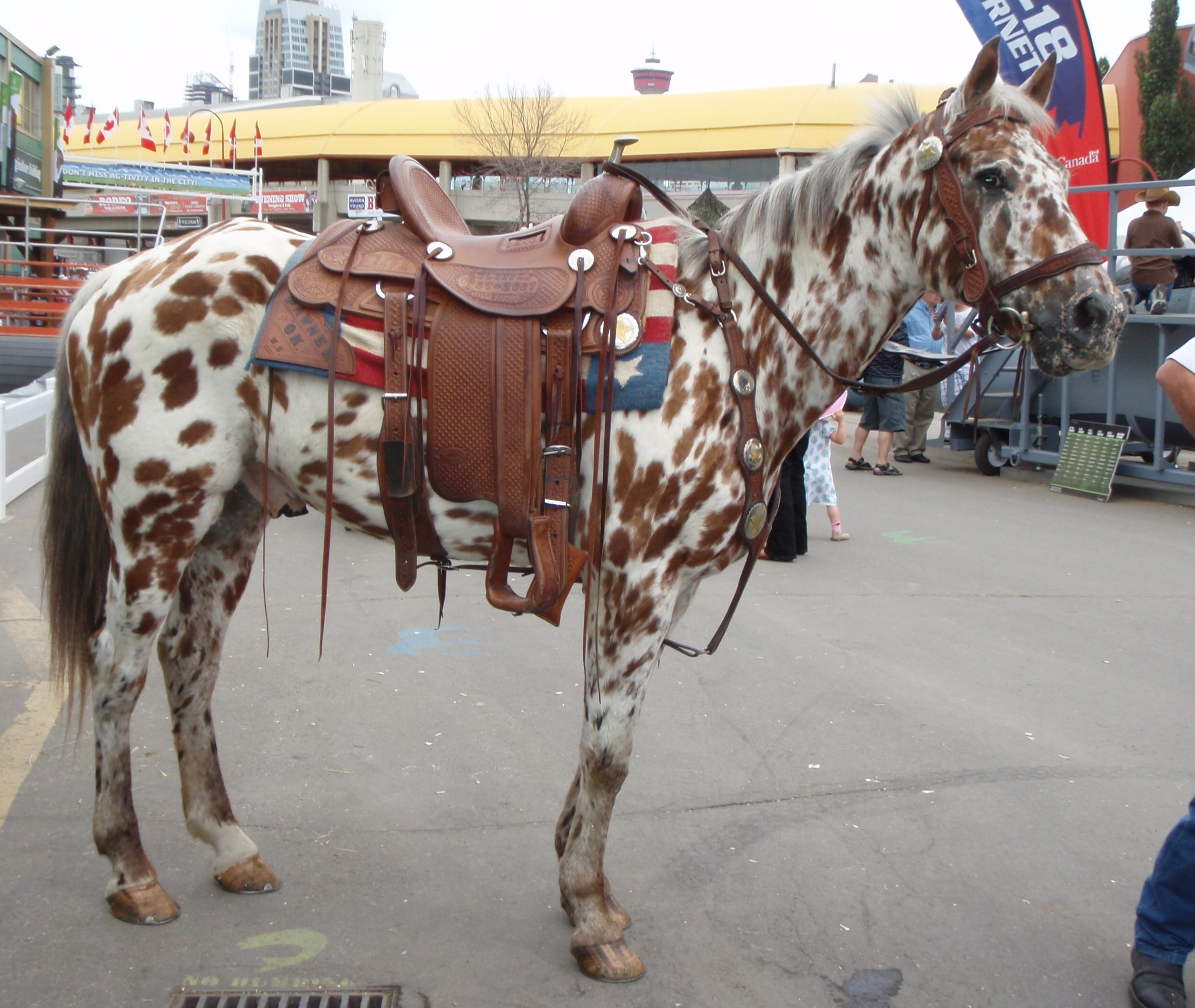
westernové sedlo, deka, poprsák, kožené pásky pro upevnění nákladu a druhý přídavný řemen

- Poprsák - můžeme jej vidět většinou ve formě tří zdobených kožených pruhů, spojených uprostřed kovovým kroužkem, zhruba do tvaru velkého "T". Obepíná hruď koně a kromě estetické funkce také zabraňuje sklouznutí sedla a zajišťuje větší stabilitu. Často jej můžeme vidět na trailových koních a soutěžích v lasování. Stylizované verze jsou také k vidění na různých show.
- Přídavný řemen - druhý řemen můžeme často vidět na pracovních sedlech, kde je potřeba pracovat s lanem na chytání dobytka.Neutahuje se kolem koně tak pevně jako podbřišník, ale zabraňuje nadzvednutí zadní části sedla. Jeho použití není u většiny disciplín nutností
- Kožené pásky - často je můžeme vidět na různých částech sedla. Tyto dlouhé proužky kůže slouží k připevnění nákladu k sedlu a rovněž jako ozdobný prvek.
- Westernová podsedlová deka - je naprostou nutností pro každý typ sedla. Zabrání odření koně a pomáhá rozložit váhu sedla. Je mnohem silnější, než pod klasické sedlo, má tvar obdélníku. Zespoda je vypolstrovaná přírodní nebo syntetickou vlnou. Na viditelné straně je nejčastěji pošita textilií s barevným vzorem a koženými prvky. Pro koně s vyšším kohoutkem může být i vepředu vykrojená.